# Pseudancjum (botanika)

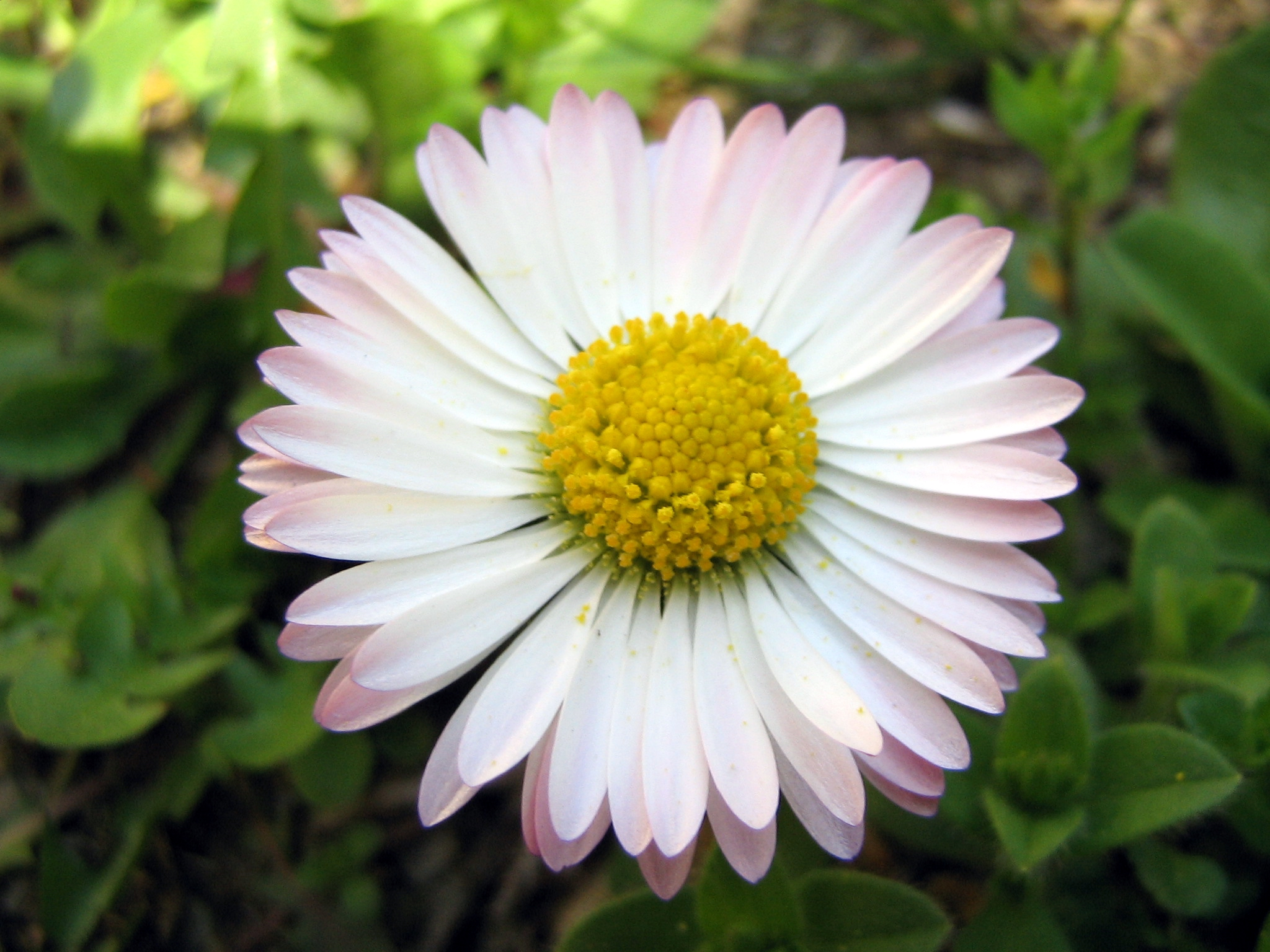
Pseudancjum stokrotki pospolitej

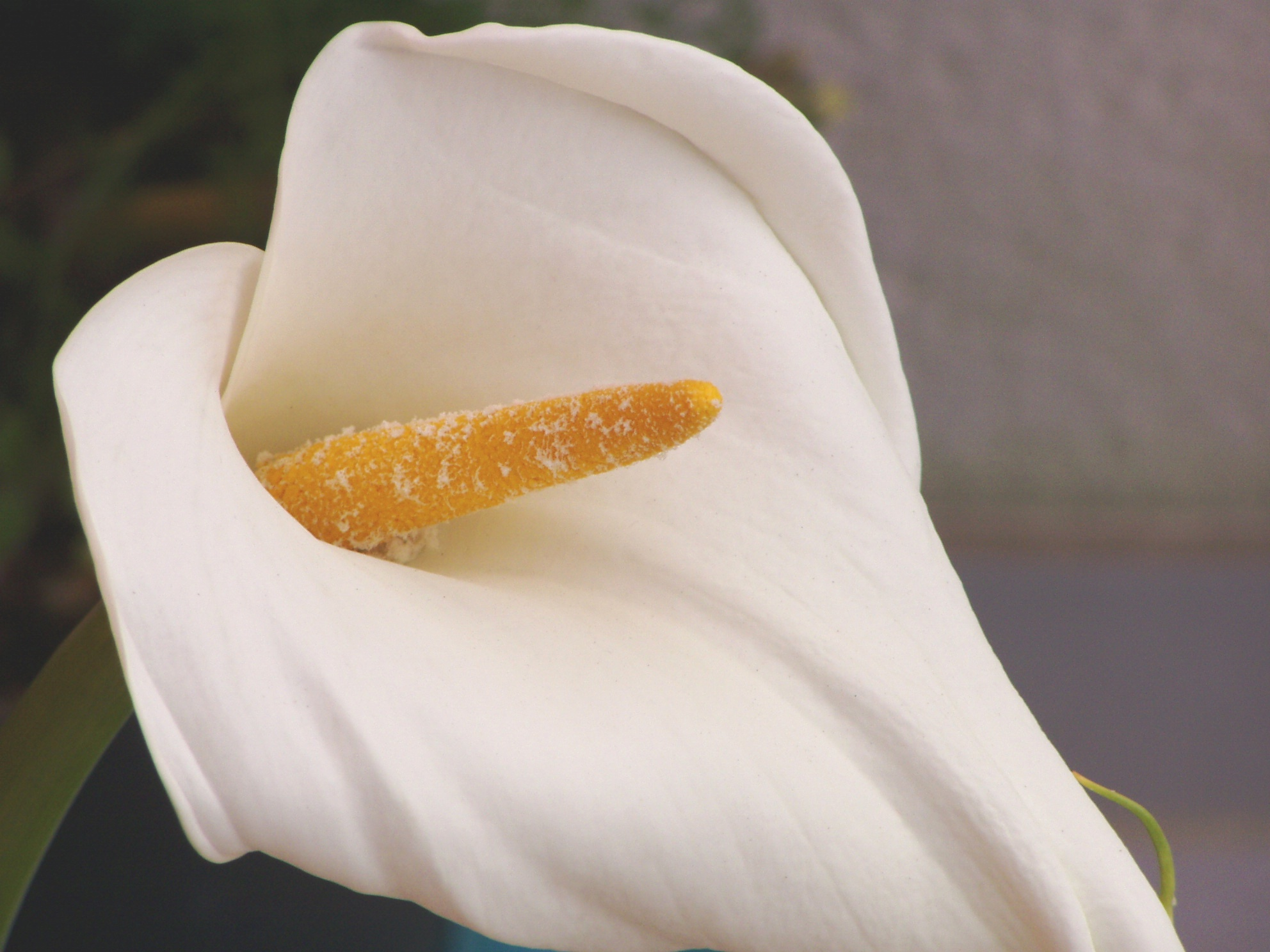
Pseudancjum cantedeskii etiopskiej

Pseudancjum – kwiatostan podobny z wyglądu do pojedynczego kwiatu. Termin dotyczy kwiatostanów, w przypadku których poszczególne, tworzące je kwiaty są drobne i rosną skupione, np. w formie główki lub koszyczka. Dodatkowo listki okrywy lub brzeżne kwiaty języczkowate otaczają cały kwiatostan, tworząc odpowiednik korony. Funkcjonalnie kwiatostany takie funkcjonują jak pojedynczy kwiat. Do przykładów pseudancjów należą koszyczki astrowatych, kolby obrazkowatych i cyjacja wilczomleczowatych. W budowie kwiatostanów występują także postaci podobne do pseudancjów, w których skupione kwiatostany otoczone są powabnią powstającą z liści przykwiatowych, jak u jarzmianki Astrantia czy dereni Cornus.
W klasyfikacji morfologicznej typów kwiatów pseudancja traktowane są jak pojedyncze kwiaty i tak kolbowate kwiatostany obrazkowatych łączone są z kwiatami pułapkowymi i paściowymi, a cyjacja wilczomleczów zaliczane są do „kwiatów talerzykowatych”.
Nazwa „pseudancjum” stosowana jest także w odniesieniu do teorii, według której obupłciowy kwiat typowy dla okrytozalążkowych wyewoluować miał z kwiatostanu złożonego z kwiatów rozdzielnopłciowych.